# 益田市
益田市（ますだし）は、島根県の西部（石見地域）に位置する市。石東の大田市、石央の浜田市とともに、いわゆる「石見三田」（いわみさんだ）の一つ。
山口県、広島県と接している。北は日本海に面しており、南には中国山地がある。山陰と山陽を結ぶ交通の要衝地である。2022年11月に世界歴史都市連盟に加盟した。

## 地理
本州の西端部に位置し、日本海に面する。現在の益田市の中心部は高津川と益田川との間の狭い氾濫原に形成されている。このような地形であることに加え、東シナ海の湿った風と朝鮮半島からの風が合流して線状降水帯が形成されやすいため、1965年や1983年など、豪雨によって複数回被災している。なお、中世以前からの街の中心部は益田駅東方にある。
益田市は以前から山口県と境界を接しており、2004年に美都町と匹見町を吸収合併した結果、広島県とも境界を接するようになった。合併後の益田市の市域面積は島根県内の自治体では最大である。市域の南部は中国山地の西部に当たり、1,000 m級の山々が連なり、特に2004年に合併した美都地区、匹見地区についてはエリアの9割近くが山林で占められている。

### 主な山岳
- 恐羅漢山 (1,346.4 m)
- 安蔵寺山 (1,263.2 m)
- 広見山 (1,186.7 m)
- 赤谷山 (1,181.0 m)
- 大神ヶ岳 (1,177 m)
- 燕岳 (1,078.7 m)
- 高岳 (1,054.3 m)

### 主な河川
- 一級水系
  - 高津川
- 二級水系
  - 益田川
  - 沖田川

### 島嶼
- 高島
- 三生島
- 鴨島 - 1026年の万寿地震により海中に沈んだとされる島。

### 気候
匹見地区は、日本最西端の豪雪地帯である。
| 益田（あけぼの東町）の気候 | 益田（あけぼの東町）の気候 | 益田（あけぼの東町）の気候 | 益田（あけぼの東町）の気候 | 益田（あけぼの東町）の気候 | 益田（あけぼの東町）の気候 | 益田（あけぼの東町）の気候 | 益田（あけぼの東町）の気候 | 益田（あけぼの東町）の気候 | 益田（あけぼの東町）の気候 | 益田（あけぼの東町）の気候 | 益田（あけぼの東町）の気候 | 益田（あけぼの東町）の気候 | 益田（あけぼの東町）の気候 |
| 月                         | 1月                        | 2月                        | 3月                        | 4月                        | 5月                        | 6月                        | 7月                        | 8月                        | 9月                        | 10月                       | 11月                       | 12月                       | 年                         |
| -------------------------- | -------------------------- | -------------------------- | -------------------------- | -------------------------- | -------------------------- | -------------------------- | -------------------------- | -------------------------- | -------------------------- | -------------------------- | -------------------------- | -------------------------- | -------------------------- |
| 最高気温記録 °C （°F）     | 20.4 (68.7)                | 24.1 (75.4)                | 26.6 (79.9)                | 31.7 (89.1)                | 32.4 (90.3)                | 36.1 (97)                  | 37.9 (100.2)               | 39.3 (102.7)               | 37.5 (99.5)                | 33.7 (92.7)                | 27.8 (82)                  | 25.3 (77.5)                | 39.3 (102.7)               |
| 平均最高気温 °C （°F）     | 9.3 (48.7)                 | 10.3 (50.5)                | 13.7 (56.7)                | 18.8 (65.8)                | 23.5 (74.3)                | 26.4 (79.5)                | 30.7 (87.3)                | 32.2 (90)                  | 27.9 (82.2)                | 22.8 (73)                  | 17.5 (63.5)                | 11.9 (53.4)                | 20.4 (68.7)                |
| 日平均気温 °C （°F）       | 5.5 (41.9)                 | 6.1 (43)                   | 8.9 (48)                   | 13.7 (56.7)                | 18.4 (65.1)                | 22.1 (71.8)                | 26.5 (79.7)                | 27.6 (81.7)                | 23.3 (73.9)                | 17.7 (63.9)                | 12.6 (54.7)                | 7.8 (46)                   | 15.9 (60.6)                |
| 平均最低気温 °C （°F）     | 1.9 (35.4)                 | 1.9 (35.4)                 | 4.0 (39.2)                 | 8.4 (47.1)                 | 13.3 (55.9)                | 18.2 (64.8)                | 23.0 (73.4)                | 23.8 (74.8)                | 19.3 (66.7)                | 13.1 (55.6)                | 8.2 (46.8)                 | 4.0 (39.2)                 | 11.6 (52.9)                |
| 最低気温記録 °C （°F）     | −5.1 (22.8)                | −7.3 (18.9)                | −2.5 (27.5)                | −1.9 (28.6)                | 3.4 (38.1)                 | 8.7 (47.7)                 | 13.6 (56.5)                | 16.3 (61.3)                | 7.4 (45.3)                 | 2.9 (37.2)                 | 0.2 (32.4)                 | −2.3 (27.9)                | −7.3 (18.9)                |
| 降水量 mm （inch）         | 97.0 (3.819)               | 80.5 (3.169)               | 121.4 (4.78)               | 109.8 (4.323)              | 124.4 (4.898)              | 179.8 (7.079)              | 238.2 (9.378)              | 136.0 (5.354)              | 169.6 (6.677)              | 107.6 (4.236)              | 96.5 (3.799)               | 109.8 (4.323)              | 1,570.5 (61.831)           |
| 平均降水日数 （≥1.0 mm）   | 13.2                       | 12.2                       | 12.5                       | 10.4                       | 9.4                        | 11.4                       | 10.9                       | 8.8                        | 10.1                       | 8.7                        | 10.3                       | 13.5                       | 131.3                      |
| 平均月間日照時間           | 74.5                       | 99.4                       | 156.3                      | 191.9                      | 213.9                      | 160.9                      | 182.9                      | 215.4                      | 164.2                      | 170.0                      | 121.4                      | 81.2                       | 1,840.6                    |
| 出典：気象庁               |                            |                            |                            |                            |                            |                            |                            |                            |                            |                            |                            |                            |                            |

| 匹見（1991年 - 2020年）の気候      | 匹見（1991年 - 2020年）の気候 | 匹見（1991年 - 2020年）の気候 | 匹見（1991年 - 2020年）の気候 | 匹見（1991年 - 2020年）の気候 | 匹見（1991年 - 2020年）の気候 | 匹見（1991年 - 2020年）の気候 | 匹見（1991年 - 2020年）の気候 | 匹見（1991年 - 2020年）の気候 | 匹見（1991年 - 2020年）の気候 | 匹見（1991年 - 2020年）の気候 | 匹見（1991年 - 2020年）の気候 | 匹見（1991年 - 2020年）の気候 | 匹見（1991年 - 2020年）の気候 |
| 月                                 | 1月                           | 2月                           | 3月                           | 4月                           | 5月                           | 6月                           | 7月                           | 8月                           | 9月                           | 10月                          | 11月                          | 12月                          | 年                            |
| ---------------------------------- | ----------------------------- | ----------------------------- | ----------------------------- | ----------------------------- | ----------------------------- | ----------------------------- | ----------------------------- | ----------------------------- | ----------------------------- | ----------------------------- | ----------------------------- | ----------------------------- | ----------------------------- |
| 降水量 mm （inch）                 | 149.3 (5.878)                 | 124.3 (4.894)                 | 150.6 (5.929)                 | 121.1 (4.768)                 | 141.8 (5.583)                 | 201.7 (7.941)                 | 286.9 (11.295)                | 185.1 (7.287)                 | 206.3 (8.122)                 | 114.1 (4.492)                 | 109.0 (4.291)                 | 159.7 (6.287)                 | 1,948.6 (76.717)              |
| 平均降水日数 （≥1.0 mm）           | 17.8                          | 14.9                          | 14.4                          | 11.1                          | 9.9                           | 12.1                          | 12.9                          | 10.6                          | 11.3                          | 9.3                           | 11.2                          | 16.0                          | 151.6                         |
| 出典1：Japan Meteorological Agency |                               |                               |                               |                               |                               |                               |                               |                               |                               |                               |                               |                               |                               |
| 出典2：気象庁                      |                               |                               |                               |                               |                               |                               |                               |                               |                               |                               |                               |                               |                               |

## 歴史
中世には益田氏の本拠であり、益田氏の名字は当地に由来する。近世は高津川より東は浜田藩、西は津和野藩が統治した。

### 年表
- 1952年（昭和27年）11月1日 - 益田市消防本部を設置。
- 1953年（昭和28年）4月1日 - 島根県立益田産業高等学校が開校。
- 1963年（昭和38年）4月1日 - 島根県立益田工業高等学校が開校。
- 1965年（昭和40年）7月13日 - 集中豪雨により多田川の堤防が3か所で決壊。民家流出1戸、一部流出2戸、床上浸水328戸、床下浸水263戸[3]。
- 1970年（昭和45年）10月31日 - 益田地区広域市町村圏事務組合を設立。
- 1975年（昭和50年）3月 - 高島の全住民が集団移住し、高島を無人化。
- 1993年（平成5年）7月 - 石見空港が開港。
- 2002年（平成14年）
  - 3月1日 - 益田市生活バスの運行開始。
  - 8月16日 - 益田競馬場が休止。
- 2005年（平成17年）10月9日 - 島根県芸術文化センター グラントワが開館。
- 2006年（平成18年）
  - 4月1日 - 島根県立益田産業高等学校と島根県立益田工業高等学校が統合され、島根県立益田翔陽高等学校が開校。
  - 7月29日 - 益田駅前ビル EAGAが開業。
- 2007年（平成19年）3月24日 - 益田道路須子IC - 高津IC間が開通。
- 2008年（平成20年）10月19日 - 萩・石見空港マラソン全国大会の第1回大会開催。
- 2010年（平成22年）3月27日 - 益田道路遠田IC - 久城IC間が開通。
- 2011年（平成23年）4月1日 - 萩ケーブルネットワーク（現・萩テレビ）が益田市内にてケーブルテレビ事業（ひとまろビジョン）を開始。

### 行政区域の変遷

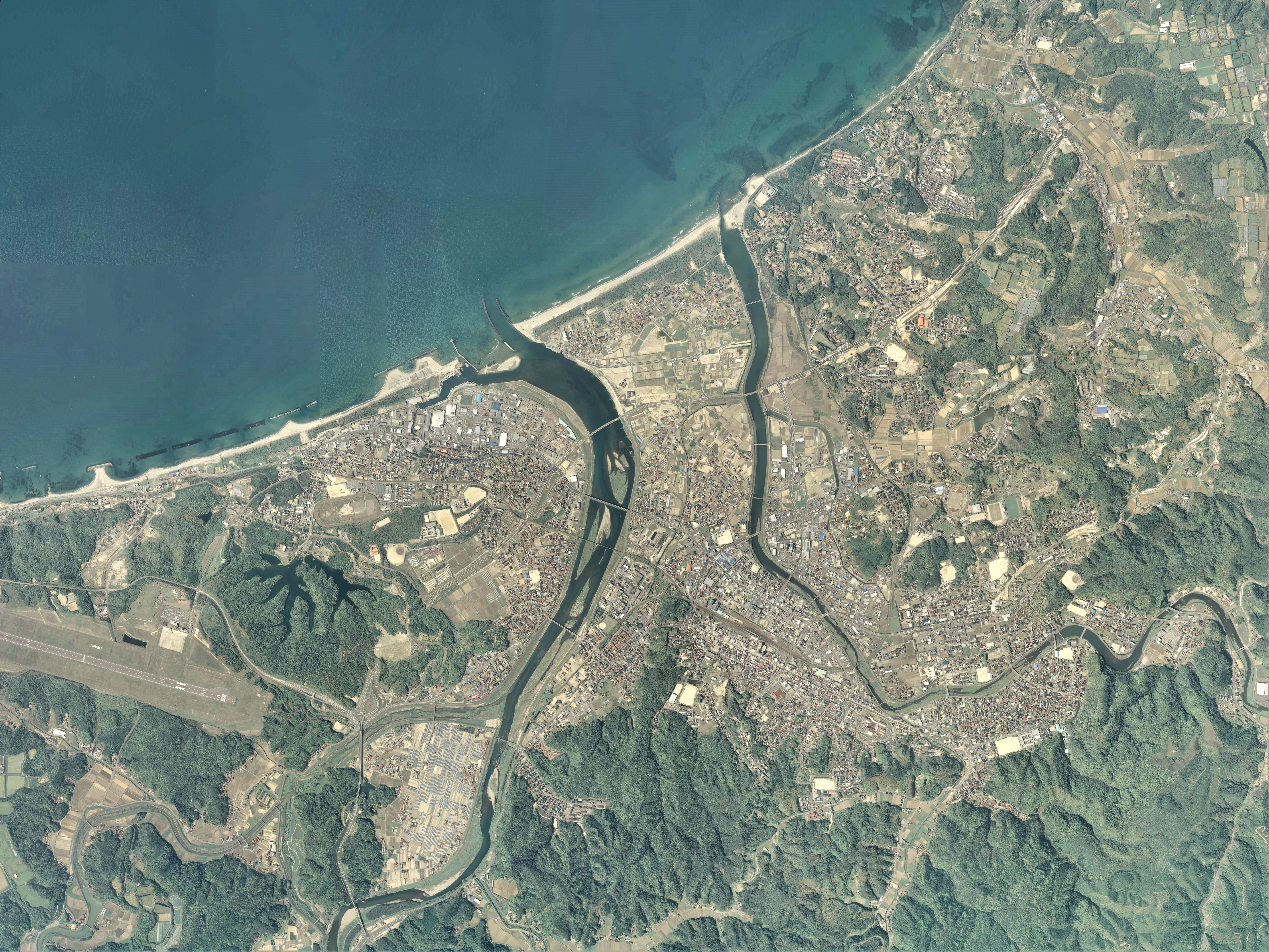
益田市中心部周辺の空中写真。
2010年5月2日撮影の12枚を合成。。

- 1952年（昭和27年）8月1日 - 美濃郡益田町・小野村・北仙道村・高城村・豊川村・豊田村・中西村・安田村が合併して益田市が発足。島根県下で4番目の市制施行。
- 1955年（昭和30年）3月25日 - 美濃郡鎌手村・種村・二条村・真砂村・美濃村を編入。
- 2004年（平成16年）11月1日 - 美濃郡美都町・匹見町を編入[4]。これに伴い、旧・美濃郡が全域益田市域となったため、消滅した。

## 行政

### 市長
- 山本浩章（4期目）
- 任期：2028年8月1日

### 歴代市長
| 代   | 氏名       | 就任日        | 退任日       | 備考                                                         |
| ---- | ---------- | ------------- | ------------ | ------------------------------------------------------------ |
| 初代 | 伊藤正男   | 1952年8月25日 | 1964年8月1日 | 3期                                                          |
| 2代  | 島田暉山   | 1964年8月2日  | 1976年8月1日 | 3期                                                          |
| 3代  | 神崎治一郎 | 1976年8月2日  | 1992年8月1日 | 4期                                                          |
| 4代  | 渋谷義人   | 1992年8月2日  | 1996年8月1日 | 1期                                                          |
| 5代  | 田中八洲男 | 1996年8月2日  | 2000年8月1日 | 1期                                                          |
| 6代  | 牛尾郁夫   | 2000年8月2日  | 2008年8月1日 | 2期                                                          |
| 7代  | 福原慎太郎 | 2008年8月2日  | 2012年8月1日 | 1期。当時、全国でもっとも若い35歳3か月での市長就任となった。 |
| 8代  | 山本浩章   | 2012年8月2日  | 現職         | 2016年7月再選。2020年7月3選。2024年無投票で4選               |

### 議会
- 定数：20人
- 任期：2027年9月8日

### 支所
旧美都町・旧匹見町の町役場跡に総合支所（美都総合支所・匹見総合支所）が置かれている。

### 国の機関
- 松江地方法務局 益田支局
- 松江地方検察庁 益田支部
- 益田区検察庁
- 島根労働局 ハローワーク益田、益田労働基準監督署
- 広島国税局 益田税務署
- 中国地方整備局浜田河川国道事務所 高津出張所、益田国道維持出張所、三隅・益田道路益田推進室
- 自衛隊島根地方協力本部 益田地域事務所

### 県の機関
- 島根県西部県民センター 益田事務所
- 島根県益田県土整備事務所
- 島根県西部農林振興センター 益田事務所
- 島根県益田教育事務所
- 島根県益田保健所
- 島根県益田家畜保健衛生所
- 島根県消費者センター 石見地区相談室
- 島根県益田児童相談所
- 島根県立西部高等技術校
- 島根県芸術文化センター

## 司法
- 松江地方裁判所 益田支部
- 松江家庭裁判所 益田支部
- 益田簡易裁判所

## 経済

### 駅前再開発
旧市街の益田駅の付近は、2001年3月に策定された「第4次益田市総合振興計画」と「益田市中心市街地活性化基本計画」に基いて、2004年11月から再開発が進められている。これにより、駅前に再開発ビル「益田駅前ビル EAGA」や「島根県芸術文化センター グラントワ」が建設され、旧市街を通る中島染羽線が整備拡幅された。

### 農業
益田市付近では、メロン（アムスメロン、アールスメロン）やトマト、ワサビが栽培されている。果樹では、ブドウやユズの栽培が見られる。

### 漁業
益田市は日本海に面しており、土田漁港、大浜漁港、木部漁港、津田漁港、小浜漁港、飯浦漁港などで、益田市付近では「ツガニ」と呼ばれるモクズガニなどの水揚げを行っている。また、付近の主要河川である高津川ではアユの漁獲も行っており、高津川産は1 kgあたり1万円を超える場合もある。

### 製造業
食品関係では銘菓として鶏卵饅頭が製造されている。また、ダイワボウホールディングスのグループ会社が繊維製品を、三菱電機関係会社が電子部品を、それぞれ製造している。

### 商業
ショッピングセンター
- ゆめタウン益田
- イオン益田店（当初ひろでん益田店→解体後、益田サティが新築開業）
- 益田駅前ビル EAGA
- キヌヤ益田SC
- スーパーセンタートライアル益田店
- ダイレックス益田店

スーパーマーケット
- Aコープ
- キヌヤ

家電量販店
- エディオン
- ヤマダデンキ

ホームセンター
- ジュンテンドー
- ホームプラザナフコ
- コメリ

ドラッグストア
- ウエルシア
- ドラッグストアウェルネス
- コスモス

映画館
- Shimane Cinema ONOZAWA

### 本社を置く主要企業
- 石見交通
- キヌヤ
- キューサイファーム島根
- シマネ益田電子 - 三菱電機の関連会社で半導体関連の製造がメイン。
- ジュンテンドー
- ダイワボウエンジニアリング
- ひょうま
- マイメディア
- 小河計画

### 工場・事業所を置く主要企業
- ダイワボウレーヨン工場（旧・大和紡績益田工場）
- ダイワボウプログレス益田工場
- ダイワボウポリテック益田工場
- ダイワボウオーシャンテック益田工場

## 姉妹都市・提携都市
日本
- 高槻市（大阪府）- 1971年の旧匹見町との姉妹都市提携を引き継いだ。

日本国外
- 寧波市（中華人民共和国浙江省）- 1990年
- ワナカ町（ニュージーランドオタゴ地方）- 1983年

## 人口・地域

### 人口
| |                                        |  |
| 益田市と全国の年齢別人口分布（2005年） | 益田市の年齢・男女別人口分布（2005年） |  |
| ■紫色 ― 益田市 ■緑色 ― 日本全国 | ■青色 ― 男性 ■赤色 ― 女性              |  |
| 益田市（に相当する地域）の人口の推移 \| 1970年（昭和45年） \| 58,308人 \| \| \| 1975年（昭和50年） \| 57,727人 \| \| \| 1980年（昭和55年） \| 59,040人 \| \| \| 1985年（昭和60年） \| 60,080人 \| \| \| 1990年（平成2年） \| 57,706人 \| \| \| 1995年（平成7年） \| 56,596人 \| \| \| 2000年（平成12年） \| 54,622人 \| \| \| 2005年（平成17年） \| 52,368人 \| \| \| 2010年（平成22年） \| 50,015人 \| \| \| 2015年（平成27年） \| 47,718人 \| \| \| 2020年（令和2年） \| 45,003人 \| \| |                                        |  |
| 総務省統計局 国勢調査より |                                        |  |
| 1970年（昭和45年） | 58,308人                               |  |
| 1975年（昭和50年） | 57,727人                               |  |
| 1980年（昭和55年） | 59,040人                               |  |
| 1985年（昭和60年） | 60,080人                               |  |
| 1990年（平成2年） | 57,706人                               |  |
| 1995年（平成7年） | 56,596人                               |  |
| 2000年（平成12年） | 54,622人                               |  |
| 2005年（平成17年） | 52,368人                               |  |
| 2010年（平成22年） | 50,015人                               |  |
| 2015年（平成27年） | 47,718人                               |  |
| 2020年（令和2年） | 45,003人                               |  |

### 教育

#### 小学校
- 益田市立益田小学校
- 益田市立高津小学校
- 益田市立吉田小学校
- 益田市立吉田南小学校
- 益田市立安田小学校
- 益田市立鎌手小学校
- 益田市立真砂小学校
- 益田市立豊川小学校
- 益田市立西益田小学校
- 益田市立桂平小学校
- 益田市立戸田小学校
- 益田市立中西小学校
- 益田市立東仙道小学校
- 益田市立都茂小学校
- 益田市立匹見小学校

#### 中学校
- 益田市立益田中学校
- 益田市立高津中学校
- 益田市立益田東中学校
- 益田市立東陽中学校
- 益田市立真砂中学校
- 益田市立横田中学校
- 益田市立小野中学校
- 益田市立中西中学校
- 益田市立美都中学校
- 益田市立匹見中学校

#### 高等学校
- 島根県立益田高等学校
- 島根県立益田翔陽高等学校
- 益田東高等学校
- 明誠高等学校

#### 特別支援学校
- 島根県立益田養護学校

#### 専修学校
- 島根県立石見高等看護学院

#### 公共職業能力開発施設
- 島根県立西部高等技術校

## 交通

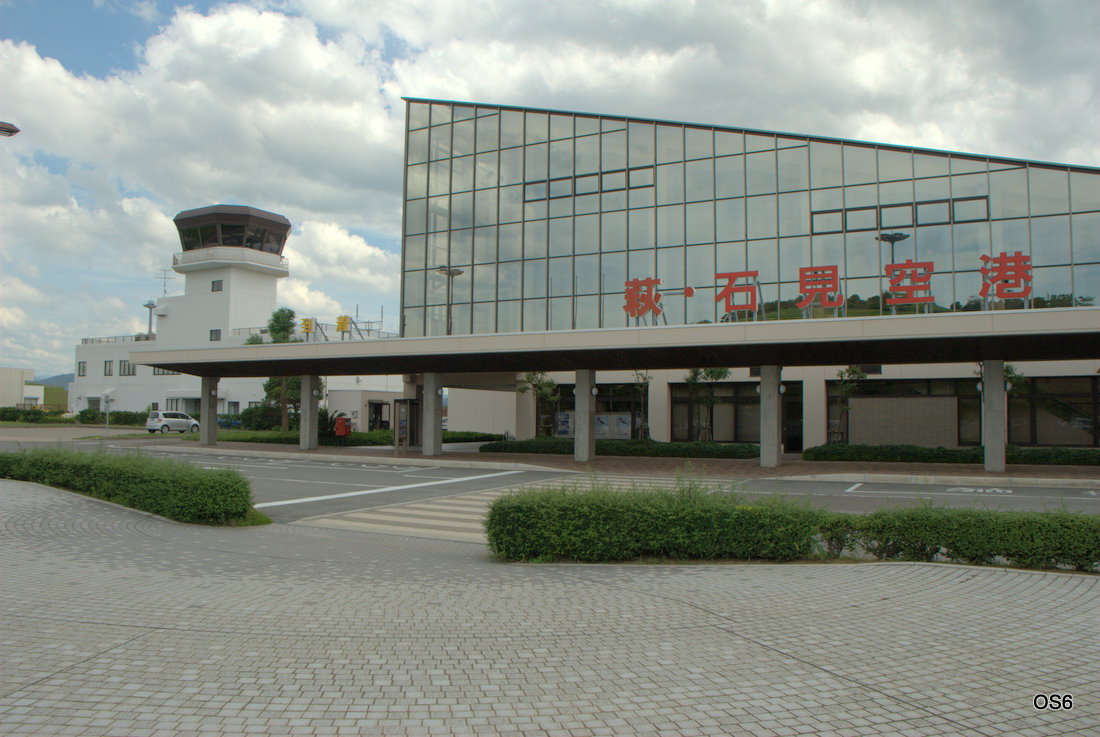
石見空港

益田市を始めとする石見地域は、他地域との交通の便が芳しくない。それでも、鉄道では2001年に山陰本線の高速化工事が完成し、県庁所在地の松江市とは特急「スーパーまつかぜ」・「スーパーおき」により2時間で結ばれるようにはなった。また、山陰本線で山口県の萩市方面と、山口線で山口県の県庁所在地である山口市と接続されている。なお、高速交通機関の1つとして石見空港が整備され、全日本空輸 (ANA) により東京便が1日2往復就航している。ただし、空港は山陰本線に近いものの、鉄道とは直接接続されていない。

### 空港
- 石見空港（萩・石見空港）
  - 全日本空輸 ※ANAウイングスの機材・乗務員による運航あり
  - * 東京国際空港（羽田空港）
  - * 大阪国際空港（伊丹空港）※夏季季節運航

飛行機に接続する路線バス（石見交通 石見空港線）が益田駅から運行されている。

### 鉄道
西日本旅客鉄道（JR西日本）
- 山陰本線

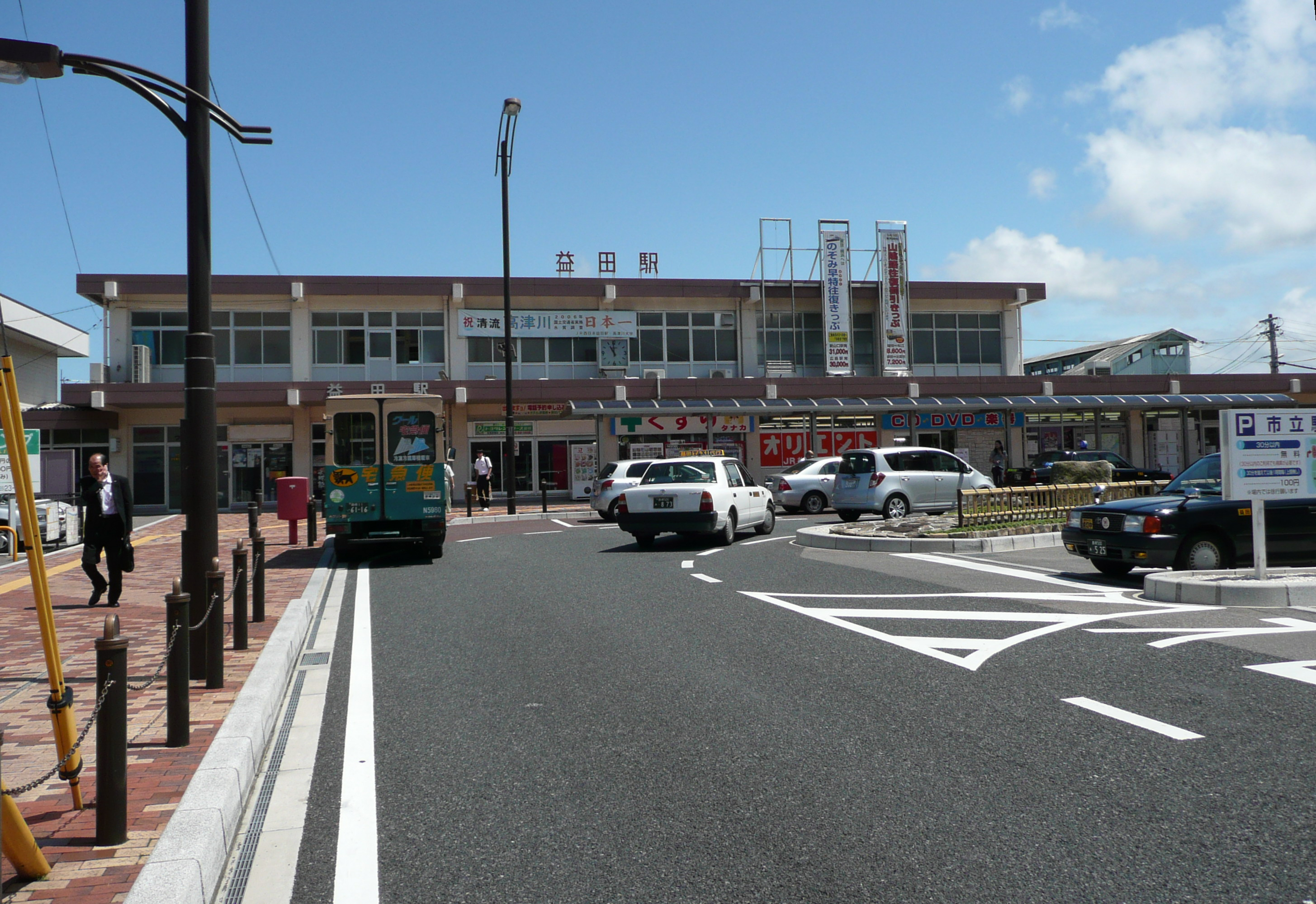
益田駅

  - （松江・浜田方面） - 鎌手駅 - 石見津田駅 - 益田駅 - 戸田小浜駅 - 飯浦駅 - （東萩・長門市方面）
- 山口線
  - （新山口・津和野方面） - 石見横田駅 - 本俣賀駅 - 益田駅

中心となる駅：益田駅
特急スーパーおき（米子・松江方面 - 益田駅 - 新山口方面）、特急スーパーまつかぜ（鳥取・松江方面 - 益田駅）が停車する。

### バス
一般路線バス・特急バス
石見交通が市内全域を網羅する。そのほか、下記特急バスも市内で途中乗降可能。
- 広益線（益田 - 六日市 - 広島 / 石見交通）
- （運休中）新広益線（益田 - 美都 - 広島 / 石見交通）
- 萩石見空港リムジンバス（益田 - 石見空港 - 萩 / 石見交通・防長交通）

かつてはJRバス中国も岩益線として益田 - 新岩国 - 岩国 - 広島間を運行していたが、廃止された。
長距離高速バス
- 浜田道エクスプレス（昼行）（益田 - 大阪 / 中国ジェイアールバス）
- （運休中）津和野エクスプレス（夜行）（益田 - 神戸・大阪 / 石見交通・阪神バス）

コミュニティバス・廃止代替バス
- 益田市生活バス
- 益田市匹見過疎バス

### 道路
山陰自動車道三隅 - 益田間では、石見三隅ICと遠田ICの間で三隅・益田道路の工事が進んでおり、2025年の全線開業を目指している。
- 益田道路（山陰自動車道）
  - （三隅・益田道路 事業中 - ）遠田IC - 久城IC
  - 久城IC - 高津IC間は県道久城インター線で結ばれている。
  - 高津IC - 萩・石見空港IC - 須子IC
- 国道9号（松江市・浜田市方面 - 益田市 - 津和野町・山口市方面）
- 国道187号（益田市 - 津和野町日原・吉賀町六日市方面）
- 国道191号（萩市方面 - 益田市 - 安芸太田町戸河内方面）
- 国道488号

#### 道の駅
- 匹見峡（国道191号）
- サンエイト美都（国道191号）

## 名所・旧跡・観光スポット・祭事・催事

### レジャー
- 三里ヶ浜 - 石見空港の北の海岸で、持石海水浴場とも呼ばれる。
- 益田競馬場 - 2002年8月に休止され、益田場外発売所のみに変更された。競馬場の敷地は残っているものの、用地の一部は、島根県立西部高等技術校などに転用された。なお、付近には乗馬のための施設が残っている。

### 観光
- 蟠龍湖 - 益田競馬場跡の近くにある人工の池だが、周囲は島根県立の公園として整備された。
- 医光寺
- 萬福寺
- 七尾城（益田城）：国史跡
- 三宅御土居：国史跡。
- 七尾公園（七尾城堀跡）
- 天石勝神社
- スクモ塚古墳
- 高津柿本神社
- 島根県芸術文化センター グラントワ
- 益田市立雪舟の郷記念館
- 双川峡
- 匹見峡

### 温泉
- 大谷温泉
- 多田温泉
- 荒磯温泉
- 美都温泉
- 匹見峡温泉

### 祭事
- ますだ祇園まつり（7月下旬ごろ・夏休み最初の土日）
- 益田まつり（4月第3日曜日）
- 益田七尾まつり（11月3日）
- 益田万葉まつり（4月29日）
- 水郷祭（8月第1土曜日）
- 八朔祭（9月1日）
- 流鏑馬（9月1日）
- 石見神楽

## 益田市出身の有名人

### 文化人
- 川本貢司（指揮者）
- 栗山文昭（指揮者）
- 田畑修一郎（作家、名誉市民）
- 田渕久美子（脚本家、名誉市民）
- 徳川夢声（講談師）
- 七咲友梨（写真家）
- 堀川潭（作家）
- 椋木宏（競馬評論家）
- 岩本薫（囲碁棋士）

### スポーツ
- 石川裕司（サッカー選手）
- 岡崎綾子（柔道選手）
- 豊田真奈美（プロレスラー）
- 日高郁人（プロレスラー）
- 御神本訓史（NAR騎手）

### 芸能・マスコミ
- 青木直人（ジャーナリスト）
- 阿知波信介（元俳優）
- IKUO（ミュージシャン、ベーシスト）
- 岡崎典子（日本海テレビ元アナウンサー）
- 上川一哉（舞台俳優）
- 高橋一清（元文藝春秋編集長）
- 福場俊策（俳優）
- 見明凡太朗（俳優）
- メンバー（お笑いコンビ）
- Spinna B-ILL（ミュージシャン）

### その他
- 田原博人（宇宙物理学者）
- 秦佐八郎（細菌学者・医学博士）
- 藤山浩（社会政策学者）
- 溝口善兵衛（元島根県知事・財務官）
- 原屋一雄（元トレイダーズ証券代表取締役）

## ゆかりのある人物

### 居住者
- 亀井久興（政治家）
- 岩本徹三（帝国海軍軍人）

### その他
- 柿本人麻呂（歌人）
- 雪舟（水墨画家）
- 林家木久扇（落語家） - 益田市美都町に別荘がある。